# Sylvilagus bachmani
El conejo matorralero (Sylvilagus bachmani) es un leporídeo del occidente de Estados Unidos y México. Vive en chaparrales y matorrales de Oregon, California y en la península de Baja California en México.